# Otar Bestajew

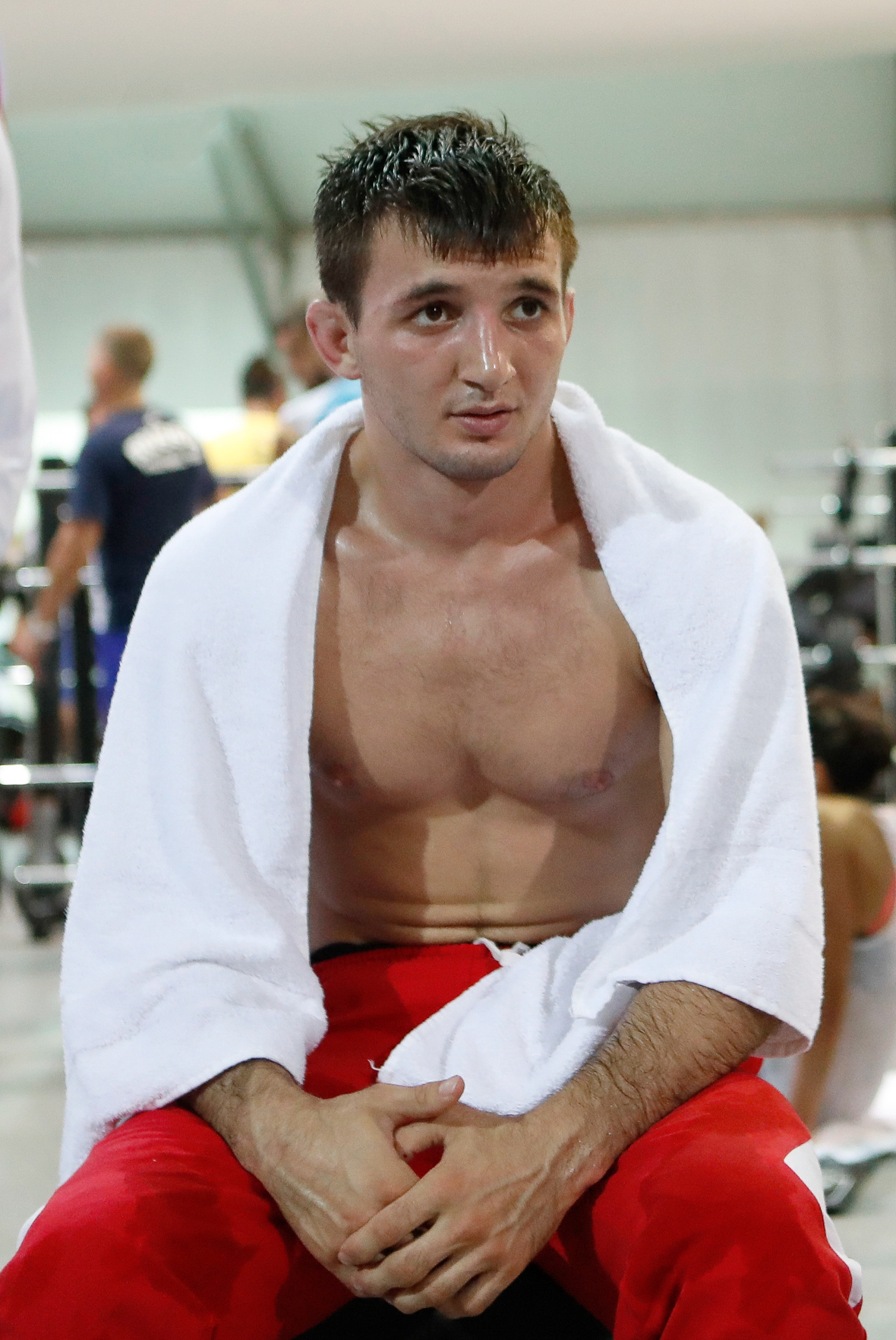
Otar Bestajew 2016 in Rio de Janeiro

Otar Omarowitsch Bestajew (russisch Отар Омарович Бестаев; engl. Transkription Otar Bestaev;; * 28. Oktober 1991 in Wladikawkas, Nordossetische ASSR, Russische SFSR, Sowjetunion) ist ein kirgisischer Judoka, der bis 2014 für Russland antrat.
Der 1,60 m große Bestajew kämpft im Superleichtgewicht, der Gewichtsklasse bis 60 Kilogramm. Bestajew war 2010 russischer Meister in seiner Gewichtsklasse. 2011 belegte er den siebten Platz beim Weltcup in Bukarest. 2014 war er noch einmal russischer Vizemeister.
2015 trat er erstmals für Kirgisistan bei den Asienmeisterschaften an. Nach einer Halbfinalniederlage gegen den Südkoreaner Kim Won-jin besiegte er im Kampf um Bronze den Kasachen Jeldos Smetow. Drei Wochen nach den Asienmeisterschaften gewann er das Weltcupturnier in Minsk. Bei den Weltmeisterschaften 2015 unterlag Bestajew in der ersten Runde gegen den Brasilianer Felipe Kitadei.
2016 belegte Bestajew den fünften Platz bei den Asienmeisterschaften, nachdem er im Viertelfinale gegen den Kasachen Rustam Ibrajew und im Kampf um Bronze gegen den Japaner Yuma Oshima verloren hatte. Bei den Olympischen Spielen 2016 in Rio de Janeiro besiegte er in seinem ersten Kampf den Ägypter Ahmed Abdelrahman, schied dann aber gegen Orxan Səfərov aus Aserbaidschan aus. 2017 verlor Bestajew bei den Asienmeisterschaften in der ersten Runde gegen den Nordkoreaner Pak Yong-nam. Bei den Weltmeisterschaften 2017 unterlag er in der zweiten Runde dem Südkoreaner Jeon Seung-beom.
Otar Bestajew kämpft in der Judo-Bundesliga beim Hamburger Judo-Team, dem deutschen Mannschaftsmeister 2016 und 2017.